# Антишки (Черниговская область)
Антишки (укр. Антішки) — село в Сребнянском районе Черниговской области Украины. Население — 14 человек. Занимает площадь 0,12 км².

Код КОАТУУ: 7425181004. Почтовый индекс: 17300. Телефонный код: +380 4639.

До 18.02.2016 село носило название Горького (укр. Горького)) Расположено на реке Лозовая.

## Власть
Орган местного самоуправления — Алексинский сельский совет. Почтовый адрес: 17320, Черниговская обл., Сребнянский р-н, с. Алексинцы, ул. Грушевского, 13а.

## История
- В ХІХ столетии село Антишки было в составе Сребрянской волости Прилукского уезда Полтавской губернии.

- В 1862 году  на хуторе казачьем Антошков было 1 двор где жило 10 человек (4 мужского и 6 женского пола)[3]

- В 1911 году на хуторе Антошков  жило 33 человека (20 мужского и 13 женского пола)[4]

- Хутор изчез, на его месте в 1939 году возник поселок Горького